# Championnats d'Afrique de judo 2010
Navigation
Édition précédente Édition suivante
Les Championnats d'Afrique de judo 2010 sont la 31e édition de cette compétition. Ils ont été disputés  du 15 au 18 avril 2010 à Yaoundé au Cameroun. Ils ont été dominés par les pays d'Afrique du Nord avec en tête  la Tunisie (6 médailles d’or) qui précède le Maroc et l'Algérie (4) puis l'Égypte (2). Les épreuves d'équipe masculine et féminine sont revenues respectivement à l'Égypte et à La Tunisie dont la championne  Nihel Chikhrouhou a totalisé deux médailles d'or individuelles et une par équipe. 

## Tableau des médailles
Le tableau des médailles officiel ne prend pas en compte les deux compétitions par équipes.
| Rang  | Nation                           | Or | Argent | Bronze | Total |
| ----- | -------------------------------- | -- | ------ | ------ | ----- |
| 1     | Tunisie                          | 6  | 4      | 2      | 12    |
| 2     | Maroc                            | 4  | 3      | 3      | 10    |
| 3     | Algérie                          | 4  | 1      | 6      | 11    |
| 4     | Égypte                           | 2  | 4      | 3      | 9     |
| 5     | Cameroun                         | 0  | 4      | 2      | 6     |
| 6     | Nigeria                          | 0  | 0      | 3      | 3     |
| -     | Sénégal                          | 0  | 0      | 3      | 3     |
| 8     | Angola                           | 0  | 0      | 2      | 2     |
| -     | Afrique du Sud                   | 0  | 0      | 2      | 2     |
| 11    | Burkina Faso                     | 0  | 0      | 1      | 1     |
| -     | Gabon                            | 0  | 0      | 1      | 1     |
| -     | Libye                            | 0  | 0      | 1      | 1     |
| -     | République démocratique du Congo | 0  | 0      | 1      | 1     |
| 16    | Burundi                          | 0  | 0      | 0      | 0     |
| -     | République du Congo              | 0  | 0      | 0      | 0     |
| -     | Kenya                            | 0  | 0      | 0      | 0     |
| -     | Mali                             | 0  | 0      | 0      | 0     |
| -     | Maurice                          | 0  | 0      | 0      | 0     |
| -     | République centrafricaine        | 0  | 0      | 0      | 0     |
| -     | Togo                             | 0  | 0      | 0      | 0     |
| Total | Total                            | 16 | 16     | 32     | 64    |

## Podiums

### Femmes
| Épreuves                          | Or                       | Argent                    | Bronze                                                  |
| --------------------------------- | ------------------------ | ------------------------- | ------------------------------------------------------- |
| Moins de 48 kg poids super-légers | Amani Khalfaoui (TUN)    | Philomène Bata (CMR)      | Mahitab Farouk (EGY) Franca Audu (NGA)                  |
| Moins de 52 kg poids mi-légers    | Hanane Kerroumi (MAR)    | Ngandeu Weyinjam (CMR)    | Meriem Moussa (ALG) Zouleiha Abzetta Dabonné (CIV)      |
| Moins de 57 kg poids légers       | Nesria Jelassi (TUN)     | Fatima Zahra Chakir (MAR) | Amal Fawzi (EGY) Hortense Diedhiou (SEN)                |
| Moins de 63 kg poids mi-moyens    | Kahina Saidi (ALG)       | Asma Bjaoui (TUN)         | Aida Ali Oualla (MAR) Séverine Nebie (BUR)              |
| Moins de 70 kg poids moyens       | Houda Miled (TUN)        | Kahina Hadid (ALG)        | Félicité Marie Mbala Ntsama (CMR) Antonia Moreira (ANG) |
| Moins de 78 kg poids mi-lourds    | Kaouthar Ouallal (ALG)   | Hana Mergheni (TUN)       | Georgette Sagna (SEN) Audrey Koumba (GAB)               |
| Plus de 78 kg poids lourds        | Nihel Cheikhrouhou (TUN) | Rania El Kilali (MAR)     | Sonia Asselah (ALG) Monica Sagna (SEN)                  |
| Open kg Toutes catégories         | Nihel Chikhrouhou (TUN)  | Rania El Kilali (MAR)     | Sonia Asselah (ALG) Adijat Ayuba (NGA)                  |

### Hommes
| Épreuves                          | Or                     | Argent                              | Bronze                                              |
| --------------------------------- | ---------------------- | ----------------------------------- | --------------------------------------------------- |
| Moins de 60 kg poids super-légers | Yassine Moudatir (MAR) | Mohamed Mounir (EGY)                | Eniafe Solomon (NGA) Cael Lokoka Mboyo (SEN)        |
| Moins de 66 kg poids mi-légers    | Youcef Nouari (ALG)    | Amin El Hady (EGY)                  | Ragheb Karchoud (TUN) Rachid El Kadiri (MAR)        |
| Moins de 73 kg poids légers       | Anas Farih (MAR)       | Seifeddine Ben Hassen (TUN)         | Gideon Van Zyl (RSA) Hussein Hafiz (EGY)            |
| Moins de 81 kg poids mi-moyens    | Safouane Attaf (MAR)   | Hatem Abdelakher (EGY)              | Mohamed Fadhel Ghazouani (TUN) Angelo Antonio (ANG) |
| Moins de 90 kg poids moyens       | Amar Benikhlef (ALG)   | Dieudonné Dolassem (CMR)            | Patrick Trezise (RSA) Kinapeya Roméo Kone (CIV)     |
| Moins de 100 kg poids mi-lourds   | Ramadan Darwish (EGY)  | Franck Martial Moussima Ewane (CMR) | Hassan Azzoun (ALG) Mohamed Bensalah (LBA)          |
| Plus de 100 kg poids lourds       | Islam El Shehaby (EGY) | Anis Chedly (TUN)                   | Ahmed Kebali (ALG) El Mehdi Malki (MAR)             |
| Open kg Toutes catégories         | Anis Chedly (TUN)      | Islam El Shehaby (EGY)              | Lyes Bouyakoub (ALG) Dieudonné Dolassem (CMR)       |

### Par équipes
| Épreuves | Or      | Argent  | Bronze           |
| -------- | ------- | ------- | ---------------- |
| Hommes   | Égypte  | Algérie | Tunisie Cameroun |
| Femmes   | Tunisie | Algérie | Cameroun Maroc   |